# Vientiane (prefeitura)
Vientiane (português brasileiro) ou Vienciana (português europeu) é uma prefeitura ou municipalidade do Laos. Sua capital é a cidade de Vientiane.
A prefeitura foi criada em 1989, quando foi desmembrada da província do Vientiane.
Latitude: 17.9666700 , longitude: 102.6000000 

## Distritos
- Chanthaburi (*)
- Hadsayfong (*)
- Pak Ngum
- Nasaythong
- Sangthong
- Sikhottabong (*)
- Sisatthanak (*)
- Saysettha (*)
- Saythani

(*) Distritos que fazem parte da cidade do Vientiane